# Labuan
Labuan (Jawi: لابوان) és un territori federal de Malàisia, localitzat al nord-oest de la Península de Malàisia. És una important zona turística propera a Brunei. El seu nom prové del malai labuhan (ancoratge).

## Geografia
El Territori Federal comprèn l'illa de Labuan (75 km²) i sis altres petites illes (Pulau Burung, Pulau Daat, Pulau Kuraman, Pulau Papan, Pulau Rusukan Kecil, i Pulau Rusukan Besar) que, junt amb Labuan, ocupen un territori de 92 km². Les illes són a 8 km de la costa de Borneo adjacent a l'estat malai de Sabah i de l'estat independent de Brunei Darussalam. Labuan és principalment plana i amb ondulacions, el punt més alt és només a 85 metres. Més del 70 per cent de l'illa és encara coberta de bosc. Bandar Labuan, també coneguda com a Victoria, és la capital i ciutat principal.